# خولیان بیاگران
خولیان بیاگران آگیلار (اسپانیایی: Julián Villagrán Aguilar‎؛ زادهٔ ۲۴ مهٔ ۱۹۷۳) بازیگر اهل اسپانیا است.
از فیلم‌ها یا برنامه‌های تلویزیونی که وی در آن نقش داشته است می‌توان به واحد ۷، پنجره‌های باز، آنکه برایت خواهد خواند و ابراکادابرا اشاره کرد.
وی یک بار نامزد و یک بار برندهٔ جایزه گویای بهترین بازیگر نقش مکمل مرد شده است.